# Ван Хален
„Ван Хален“ (на нидерландски: Van Halen) е хардрок група, сформирана в Пасадина, Калифорния през 1972 г.
Радва се на успех веднага след издаването на дебютния си албум през 1978 г. До 2007 г. „Ван Хален“ има продадени над 80 милиона копия от албумите си в целия свят и най-много хитове в рок класациите на сп. „Билборд“.

## Състав

### Сегашен състав
- Дейвид Лий Рот – вокали, акустична китара (1974 – 1985, 1996, 2006 – )
- Волфганг Ван Хален – бас, беквокали (2006 – )
- Алекс Ван Хален – барабани, перкусии, беквокали (1972 – )

### Бивши членове
- Еди Ван Хален – китари, кийборди, бас китара, беквокали (1972 – 2020)
- Майкъл Антъни – бас, беквокали (1974 – 2002, 2003 – 2005)
- Сами Хагар – вокали, китари (1985 – 1996, 2003 – 2005)
- Гари Чъроун – вокали (1996 – 1999)
- Марк Стоун – бас, беквокали (1972 – 1974)
- Мич Малой – вокали (1996)

## Дискография
- Van Halen (1978)
- Van Halen II (1979)
- Women and Children First (1980)
- Fair Warning (1981)
- Diver Down (1982)
- 1984 (1984)
- 5150 (1986)
- OU812 (1988)
- For Unlawful Carnal Knowledge (1991)
- Right Here, Right now – Live (1993)
- Balance (1995)
- Van Halen III (1998)
- A Different Kind Of Truth (2012)